# Проб (епископ Византийский)
Епископ Проб (греч. Επίσκοπος Πρόμπους , ум. 306) — епископ Византийский, занимавший пост на протяжении тринадцати лет (293—306 гг.) после правления Епископа Руфина. 
Предшественником Епископа Проба был Епископ Руфин, а преемником Проба был Епископ Митрофан.
Епископ Проб был родным братом епископа Митрофана и был рукоположен им в сан, как епископ Византийский и 6-й епископ Византия.
Во время преследований христиан в Риме Проб, вместе со своим отцом Дометием и братом Митрофаном отправились из Рима в Византий чтобы избежать гонений и обучиться закону Божьему у епископа Тита.
В 306-м году Епископ Проб рукоположил в сан своего преемника Епископа Митрофана, после чего скончался в пригороде Византия в 306-м году.
Также Проб упоминается в списке хрониках Псевдо-Симеона, Логофета и Георгия Кедрина как 24-й патриарх Константинопольский и как 6-й епископ Византия.